# Сара Джин Андервуд
Сара Джин Андервуд (англ. Sara Jean Underwood; нар. 26 березня 1984 року, Портленд, Орегон, США) — американська фотомодель, акторка і професійна гравчиня в покер.

## Біографія
Сара Джин Андервуд народилася 26 березня 1984 року в Портленді (штат Орегон, США).
У 2002 році закінчила Scappoose High School. Крім цього, встигла повчитися в Університеті штату Орегон і в Портлендському університеті. Її другом дитинства і однокласником був Дерек Андерсон, який став американським футболістом.
Її перша робота — помічниця з продажу будівельної техніки. Пізніше змінила ряд роботодавців, в тому числі ресторан мережі Hooters, де займала посаду офіціантки.

## Кар'єра
Вперше з'явилася в чоловічому журналі Playboy у жовтні 2005 року. Андервуд була Playmate місяця в липні 2006 року і Playmate року в 2007 році. З'явилася в багатьох відео Playboy.
Також знімається у фільмах, її дебютом стала невелика роль в «Дуже епічному кіно» (2007).

## Фільмографія
| Рік  |   | Українська назва         | Оригінальна назва        | Роль              |
| ---- | - | ------------------------ | ------------------------ | ----------------- |
| 2007 | ф | Дуже епічне кіно         | Epic Movie               | піратська дівчина |
| 2008 | ф | Хлопцям це подобається   | The House Bunny          | Сара              |
| 2009 | ф | Два мільйони тупих жінок | Two Million Stupid Women | Джинджер          |
| 2009 | ф | Володар тіней            | The Telling              | Тресі             |
| 2009 | ф | Міс Березень             | Miss March               | Камео             |
| 2010 | ф | Лицар дня                | Knight and Day           | Дикторка № 2      |
| 2012 | ф | Зелвуд                   | Zellwood                 | Кеті              |